# چارلز جی پرکرت
چارلز جوزف پرکرت (به انگلیسی: Charles Joseph Precourt) فضانورد اهل کشور ایالات متحده آمریکا است که در ۲۹ ژوئن ۱۹۵۵ میلادی در والتهام، ماساچوست زاده شد. وی در مأموریت اس‌تی‌اس-۵۵، اس‌تی‌اس-۷۱، اس‌تی‌اس-۸۴، اس‌تی‌اس-۹۱ حضور داشته است.